# Ludwig Könemann
Ludwig Könemann (* 8. März 1959 in Hameln) ist ein deutscher Verleger und internationaler Buchvertriebsfachmann. Er ist Mehrheitseigner der koenemann.com GmbH mit Sitz in Köln.

## Unternehmerische Aktivitäten
1979 lernte Könemann als Student den Comic-Verleger Hartmut Becker kennen. Könemann kaufte sich mit 33 % in den Verlag Becker & Knigge ein. Hier lernte er den Comicbuchhändler und späteren Kunstverleger Benedikt Taschen kennen. Nach ca. 1 Jahr schied Könemann wieder aus und wurde bei Benedikt Taschen freier Vertriebsleiter. Zunächst wurden nur Comics, meist für Erwachsene, an den deutschen Buchhandel vertrieben. Mitte der 80er Jahre wurde den beiden bewusst, dass ein Comic mit 96 Seiten und 9,95 DM Ladenverkaufspreis als teuer, das gleiche Format auf dem gleichen Papier für einen Kunstband aber als außergewöhnlich günstig empfunden würde. 
Könemann senkte zunächst die Vertriebskosten durch Mindestabnahmen der Buchhändler und begann 1986, fremdsprachige Bücher ohne Partnerverlag direkt an die größeren Abnehmer im Ausland zu verkaufen. Ein Buch, das „gefühlt“ 40 DM kosten sollte, war nun für 9,95 DM zu haben. Viele Titel erreichten international Millionenauflagen. Bis 1992 war Taschen durch Könemanns Vertriebsaktivität in über 40 Ländern verfügbar. Ende 1992 trennen sich die beiden.
Anfang 1993 gründete Könemann die Könemann Verlagsgesellschaft mbH mit Sitz in Köln. Das Vertriebssystem wurde nun übertragen auf die großen internationalen Bildbandthemen Kunst, Architektur, Musik, Reise, Do it yourself, Fotografie und Essen, mit Ideen wie Culinaria oder preisgünstige Klavier-Urtext-Ausgaben. Der Umsatz stieg von 20 Mio. DM im Jahr 1996 auf über 200 Mio. DM im Jahr 2000. Könemann war 3 Jahre in Folge der am schnellsten wachsende deutsche Verlag.
Im Jahr 2000 kam es zu Problemen der für die Vertriebslogistik zuständigen Firma und in der Folge zu Zahlungsausfällen der Kundschaft. Im Jahr 2001 erwarb der Langenscheidt Verlag die Mehrheit an der Könemann Verlagsgesellschaft. Langenscheidt konnte sich mit den Banken aber nicht einigen, die Banken kündigten die Kreditlinien und Könemann musste wegen Zahlungsunfähigkeit Insolvenz anmelden. Verschiedene Verfahren wegen Insolvenzverschleppung wurden eingestellt.
Könemann vereinbarte danach eine Kooperation mit dem Tandem Verlag. Die Bücher wurden wieder zum normalen Preis angeboten und nachgedruckt. Schon 2004 erzielte die Könemann wieder Gewinne. In 2006 überwarfen sich Tandem und Könemann. Im selben Jahr entwickelt Könemann das Sudoku Quiz Sudologiq. Die Idee floppt.
Im Jahr 2006 gründete Könemann die Frechmann Kolón GmbH, die weltweit Bücher von anderen Verlagen vertreibt. 2014 gründete er die koenemann.com GmbH und wurde Hauptanteilseigner. Die koenemann.com entwickelt auch die iOS-App Musica Piano, die aber erfolglos blieb. Als erfolgreich erwies sich die Software Globiothec zur Bucherstellung im Internet. Mit ihrer Hilfe entwickelte die koenemann.com bis 2020 ca. 500 Neuerscheinungen in den Bereichen Musik, Kunst, Reise und Foto. Die Titel werden international in über 50 Ländern vertrieben.
| Personendaten    | Personendaten      |
| ---------------- | ------------------ |
| NAME             | Könemann, Ludwig   |
| KURZBESCHREIBUNG | deutscher Verleger |
| GEBURTSDATUM     | 8. März 1959       |
| GEBURTSORT       | Hameln             |